# Liga de los Comunistas de Macedonia
La Liga de Comunistas de la República Socialista de Macedonia (en macedonio: Сојуз на комунистите на Македонија (СКМ); Sojuz na na Makedonija komunistite, SKM) fue la rama macedonia de la Liga de los Comunistas de Yugoslavia, el único partido legal de Yugoslavia entre 1945 y 1990.

## Historia
Se formó sobre la base del Comité Regional de los Comunistas en Macedonia bajo el nombre de Partido Comunista de Macedonia (Комунистичка партија на Македонија (КПМ); Komunistička partija na Makedonija, KPM ) durante la Segunda Guerra Mundial, durante la Liberación de Macedonia por las fuerzas antifascistas. Conservó ese nombre hasta abril de 1952.
La Liga de Comunistas de Macedonia era el partido político gobernante en la República Socialista de Macedonia. Su sucesor después de la introducción del pluralismo político en 1990 fue el partido socialista Liga de Comunistas de Macedonia – Partido por el Cambio Democrático (en macedonio: Сојуз на комунистите на Македонија - Партија за демократска преобразба   [СКМ-ПДП]; Sojuz na Komunistite na Makedonija – Partija za Demokratska Preobrazba, [SKM-PDP]) dirigida por Petar Gošev, que participó en las primeras elecciones democráticas del mismo año. En su XI Congreso el 20 de abril de 1991, el partido fue reformado, cambiando su ideología socialista a la socialdemocracia (similar a otros países del antiguo bloque comunista) y refundando como la Unión Socialdemócrata de Macedonia. Hubo una pequeña minoría que conservó el antiguo nombre y se constituyó como una entidad política distinta. Esta organización fue fundada en 1992 con el nombre de Liga de Comunistas de Macedonia - Movimiento por la Libertad.

## Presidentes del Comité Central de la Liga de los Comunistas de la RS de Macedonia
| N.º                            | Imagen                         | Nombre                         | Desde                          | Hasta                          |
| Secretarios del Comité Central | Secretarios del Comité Central | Secretarios del Comité Central | Secretarios del Comité Central | Secretarios del Comité Central |
| ------------------------------ | ------------------------------ | ------------------------------ | ------------------------------ | ------------------------------ |
| 1                              |                                | Metodi Shatorov                | Septiembre de 1940             | Octubre de 1941                |
| 2                              |                                | Lazar Koliševski               | Octubre de 1941                | Julio de 1963                  |
| 3                              |                                | Krste Crvenkovski              | Julio de 1963                  | Marzo de 1969                  |
| 4                              |                                | Angel Čemerski                 | Marzo de 1969                  | Mayo de 1982                   |
| 5                              |                                | Krste Markovski                | Mayo de 1982                   | 5 de mayo de 1984              |
| 6                              |                                | Milan Pančevski                | 5 de mayo de 1984              | Junio de 1986                  |
| 7                              |                                | Jakov Lazarovski               | Junio de 1986                  | 1989                           |
| 8                              |                                | Petar Gošev                    | 1989                           | 20 de abril de 1991            |

## Galería

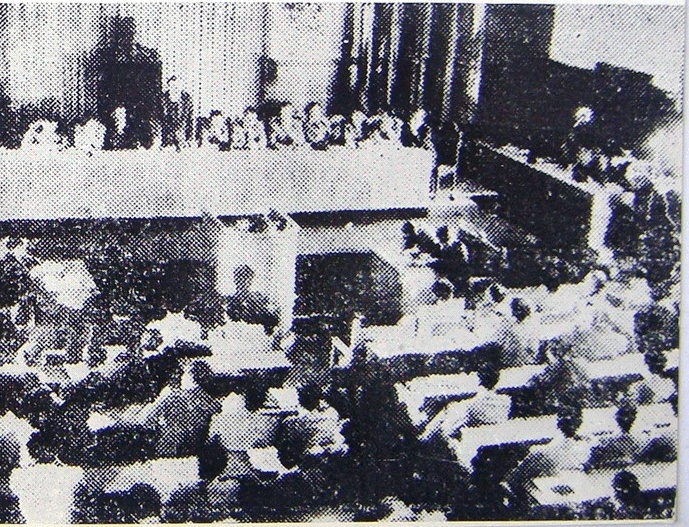
Forma parte de los delegados en el I Congreso de la CPM, celebrado el 20 de diciembre de 1948 en Skopje.
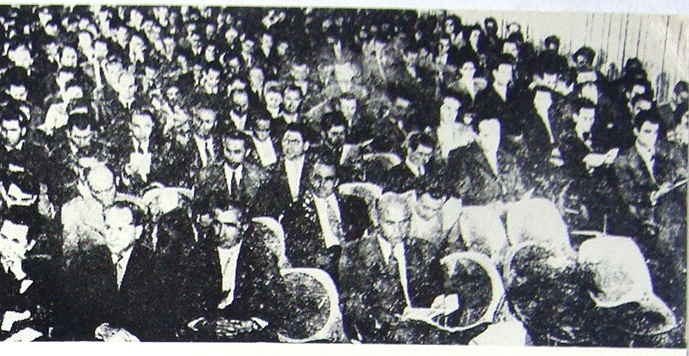
Forma parte de los delegados en el II Congreso de la CPM, celebrado el 29 de mayo de 1954 en Skopje.
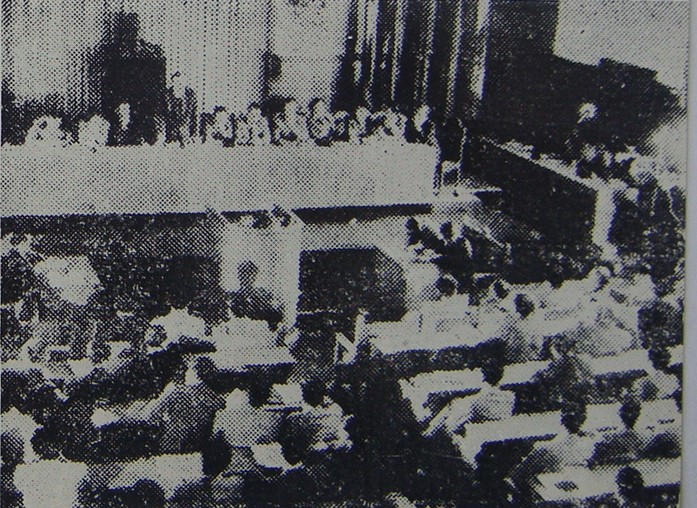
Delegados en el III Congreso de la CMF, celebrado el 22 de junio de 1959 en Skopje.
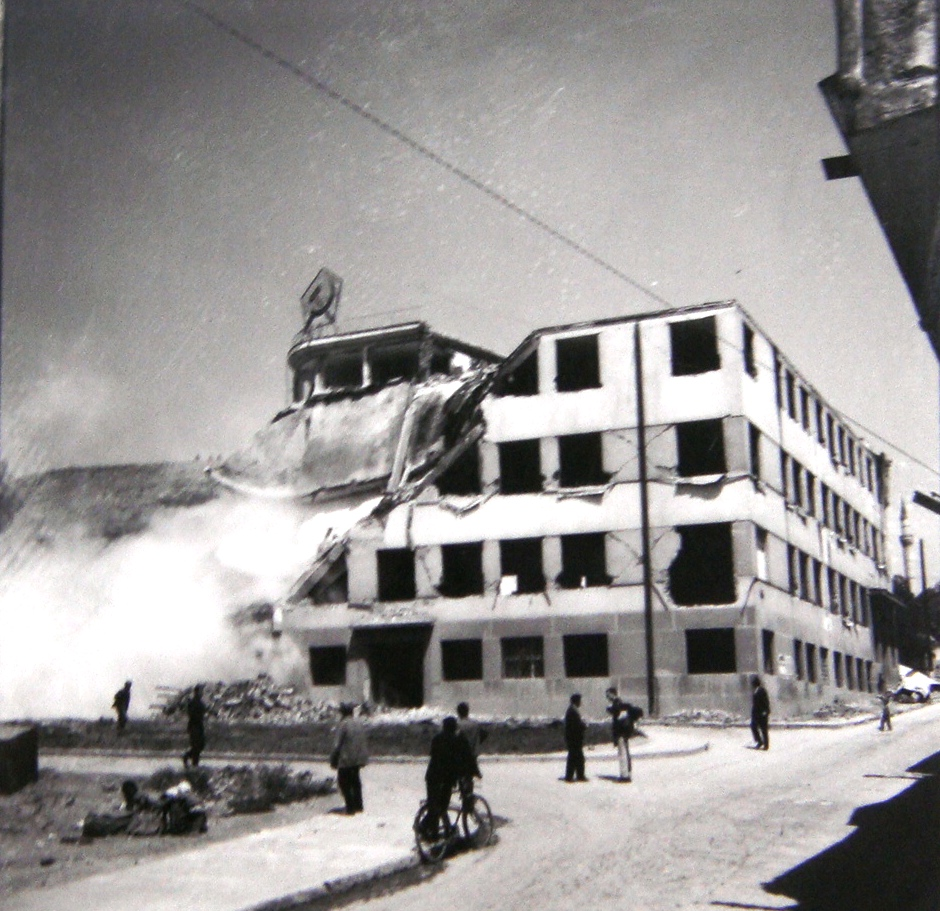
Terremoto de Skopje de 1963: La construcción del Comité Central del CPM